# Mihail Jevgrafovics Szaltikov-Scsedrin
Mihail Jevgrafovics Szaltikov-Scsedrin (Spas-Ugol, 1826. január 15. – Szentpétervár, 1889. április 28.) orosz író és szatirikus volt.

## Élete
Szaltikov-Scsedrin nemesi földbirtokos családból származott, és apja birtokán nőtt fel a közép-oroszországi Szpasz-Ugolban, amely ma az észak-moszkvai terület része. Tízéves korában egy előkelő moszkvai gimnáziumba küldték, ahol olyan jól teljesített, hogy két évvel később a Szentpétervár melletti Carszkoje Szelo neves líceumában tanulhatott. Ott már korán lelkesedett az irodalomért, és verseket kezdett írni. Emellett fiatalon megismerkedett a neves irodalomkritikus Visszarion Belinszkijjel, ami - a családi birtokon szerzett saját gyermekkori tapasztalataival együtt, ahol a parasztok nyomora és elnyomása nem volt elnézhető - döntően alakította Szaltikov későbbi forradalmi nézeteit és az Orosz Birodalomban akkoriban még létező jobbágysággal szembeni ellenszenvét.
A líceum elvégzése után Szaltikov 1844-től a pétervári hadügyminisztérium kancelláriáján dolgozott. Ezzel párhuzamosan igyekezett publikálni korai műveit, ami sikerült is neki, például 1844-ben és 1845-ben a Szovremennyik ("Kortárs") című irodalmi folyóiratban megjelent néhány versével. Hamarosan azonban eltávolodott a költészettől. Lelkesen tanulmányozta a francia utópista szocialisták kortárs írásait, és egy időre csatlakozott a Mihail Petrasevszkij köré szerveződött úgynevezett Petrasevszki körhöz. Az 1840-es évek végén publikált először rövidebb prózai műveket és esszéket. Ezek közül néhányat a cári cenzorok túlságosan szabadelvűnek tartottak, amiért Szaltikovot azzal büntették, hogy 1848-ban áthelyezték Pétervárról Vjatkába. Ott a kormányzósági adminisztrációnak dolgozott; bár ez idő alatt már nem írt, a vidéki életről szerzett benyomásainak nagy részét későbbi műveiben feldolgozhatta.
I. Miklós orosz cár 1855-ben bekövetkezett halála után Szaltikov visszaköltözhetett Pétervárra. Ott a belügyminisztériumban szolgált, ahol részt vett az 1861-es parasztreform (amely többek között a jobbágyság eltörléséből állt) előkészítésében. A száműzetés utáni első irodalmi műve a Губернские очерки (Vázlatok a kormányzóságból) volt, amelyet N. Scsedrin álnéven adott ki. Az 1860-as évek folyamán több közép-oroszországi kormányzóságban is kormányzati szolgálatot teljesített, többek között Tverben és Rjazanyban alkormányzóként. Ezzel párhuzamosan írta első szatirikus műveit, amelyekben a saját köztisztviselői tapasztalataiból ismert korrupciót is elítélte. Írásai 1868-ig főként a Szovremennyikben, majd az Otyecsesztvennije Zapiszki ("Hazai feljegyzések") című folyóiratban jelentek meg, ahol szorosan együttműködött többek között a társadalomkritikus népi költővel, Nyekraszovval, aki egyben a folyóirat főszerkesztője is volt.
Szaltikov 1868-ban lemondott a közszolgálatról, és ettől kezdve kizárólag az írásnak szentelte magát. Nyekraszov halála után Szaltikov követte őt az Otyecsesztvennije Zapiszki főszerkesztőjeként. Ebben az időszakban, lényegében az 1870-es években és az 1880-as évek elején írta és publikálta legismertebb irodalmi műveit, többek között История одного города (Egy város története) és a Господа Головлёвы (Golovljov uraim). 1884-ben a cenzúra túl liberálisnak ítélte a folyóiratot, és betiltotta, ami Szaltikovot nagyon megviselte, és saját elmondása szerint az egészségére is kihatott. Későbbi műveit főleg a Вестник Европы  ("Európa hírnöke") című folyóiratban publikálta, köztük utolsó regényét, a Пошехонская старина (Posehonyi régi világ) címűt. 1889-ben halt meg Szentpéterváron, és kívánságának megfelelően a volkovói temetőben (az "Irodalmi hidak" részlegben) temették el Ivan Turgenyev mellett.

## Munkái
Szaltikov első nagy művét, a Kormányzósági karcolatok (oroszul: Губернские очерки, 1860) már a kortárs forradalmi kritikusok, Nyikolaj Csernyisevszkij és Nyikolaj Dobroljubov is nagyra értékelték. A művek Vjatkában töltött száműzetésének irodalmi eredményét jelentik, amellyel nyíltan hadat üzent a cári önkényuralomnak. Szaltikov a Szovremennyik és az Otyecsesztvennije Zapiszki munkásságának évei alatt alkotta meg legismertebb remekműveit, Egy város története (История одного города, 1870 németül), Taskenti urak (Господа ташкентцы, 1869) és A Galavljov-család (Господа Головлёвы, 1875), amelyekben forradalmi-demokratikus nézetei és a társadalmi viszonyok harcos kritikája a kíméletlen szatíra és az újságírói-politikai éleslátás művészi ötvözetében jutott kifejezésre.
Szaltikov a cári Oroszország egyes társadalmi csoportjainak találó pszichológiai jellemzését is adta a Pompadour és Pompadourin című politikai-szatirikus erkölcseinek ciklusában (Помпадуры и помпадурши, 1863), a Posehonyi régi világ című családi krónikában (Пошехонская старина, 1887) és a Mesékben (szintén: Szatirikus mesék Сатирические сказки, 1882), valamint számos más szatirikus művében. A Mesékben az élősködő bürokráciát, a jobbágyság arisztokratikus támogatóit, a rettegő kispolgári értelmiséget és a bosszúálló liberálisokat ostorozza. Az elbeszélések a tömegek nyomorúságát mutatják be, miközben Szaltikov kifejezi a forradalmi változásba és az emberségbe vetett hitét. Szaltikovot így az orosz kritikai realizmus egyik legkövetkezetesebb harcos szatirikusának tartják.
Legismertebb drámája a Смерть Пазухина (Paszuhin halála) című négyfelvonásos vígjáték (1857).

### Magyarul megjelent
- Hogyan tartott jól egy paraszt két generálist (Повесть о том, как один мужик двух генералов прокормил) – Szikra, Budapest, 1946 · Fordította: Lányi Sarolta
- Külföldön (За границей) – Művelt nép, Budapest, 1951 · Fordította: Trócsányi György
- Mesék (Сказки) – Új Magyar, Budapest, 1955 · Fordította: Lányi Sarolta, Honti Rezső, Wessely László
- Posehonyi régi világ (Пошехонская старина) – Európa, Budapest, 1955 · Fordította: Honti Rezső · Illusztrálta: Végh Gusztáv, Zádor István
- Egy város története (История одного города) – Új Magyar, Budapest, 1956 · Fordította: Honti Rezső · Illusztrálta: Végh Gusztáv
- Kormányzósági karcolatok (Губернские очерки) – Európa, Budapest, 1960 · Fordította: Gellért György
- Kiskirályok és kiskirálynék (Помпадуры и помпадурши) – Európa, Budapest, 1966 · Fordította: Insitoris Irén
- A Galavljov-család (Господа Головлёвы) – Magyar Helikon, Budapest, 1976 ·  · ISBN 9632074580 · Fordította: Szőllősy Klára · Illusztrálta: Kass János

## Fordítás
- Ez a szócikk részben vagy egészben  a   Michail Jewgrafowitsch Saltykow-Schtschedrin című német Wikipédia-szócikk fordításán alapul.  Az eredeti cikk szerkesztőit annak laptörténete sorolja fel. Ez a jelzés csupán a megfogalmazás eredetét és a szerzői jogokat jelzi, nem szolgál a cikkben szereplő információk forrásmegjelöléseként.